# ادیسون گارنت
ادیسون گارنت (انگلیسی: Addison Garnett؛ زادهٔ ۱۳ سپتامبر ۱۹۹۶) بازیکن فوتبال اهل بریتانیا است.
از باشگاه‌هایی که در آن بازی کرده‌است می‌توان به باشگاه فوتبال کویینز پارک رنجرز اشاره کرد.